# Nazanin Fatemeh
Nazanin Fatemeh (persisch نازنین فاطمه; * 11. August 2005) ist eine iranische Leichtathletin, die im Sprint und Hürdenlauf an den Start geht und sich auf die 400-Meter-Distanz spezialisiert hat.

## Sportliche Laufbahn
Erste internationale Erfahrungen sammelte Nazanin Fatemeh im Jahr 2022, als sie bei den U18-Asienmeisterschaften in Kuwait in 1:01,03 min die Goldmedaille im 400-Meter-Hürdenlauf gewann. Im Jahr darauf gewann sie bei den U20-Asienmeisterschaften in Yecheon in 1:00,01 min die Silbermedaille und 2024 gewann sie bei den Hallenasienmeisterschaften in Teheran in 55,33 s die Silbermedaille im 400-Meter-Lauf hinter der Japanerin Nanako Matsumoto. Zudem gewann sie mit der iranischen 4-mal-400-Meter-Staffel mit neuem Landesrekord von 3:41,72 min die Silbermedaille hinter dem kasachischen Team. Ende April siegte sie bei den U20-Asienmeisterschaften in Dubai mit neuem Landesrekord von 58,86 s über 400 m Hürden.

## Persönliche Bestleistungen
- 400 Meter: 55,33 s, 8. Februar 2024 in Teheran
- 400 m Hürden: 58,86 s, 26. April 2024 in Dubai (iranischer Rekord)